# Ceracis quadricornis
Ceracis quadricornis är en skalbaggsart som beskrevs av Henry Stephen Gorham 1886. Ceracis quadricornis ingår i släktet Ceracis och familjen trädsvampborrare. Inga underarter finns listade i Catalogue of Life.